# 高山善廣
高山 善廣（たかやま よしひろ、1966年9月19日 - ）は、日本の男性プロレスラー、総合格闘家、俳優。東海大学付属相模高等学校、東海大学文学部文明学科卒業。東京都墨田区出身。血液型O型。個人事務所「高山堂」に所属。マネジメントはハイタイド。

## 来歴
高校時代はラグビー部に、大学時代はアメリカンフットボール部に所属。湘南海岸でライフガードのアルバイト経験を持つ、元ライフセイバーでもある。

### プロレス入門 - 挫折
20歳のとき大学を休学し、第1次UWF（興行活動停止後の新日本プロレスとの業務提携時代）の入門テストに合格する。入門後、ラグビー時代に負った肩の負傷が再発したことを言い出せず、一か月弱で脱退する。のちにライフガードのアルバイト中、UWFの先輩である宮戸優光と偶然再会し交流を続けたが、当時の新生UWFブームは傍観した。

### UWFインターナショナル
大学卒業後、フジサンケイグループで営業職として従事するもプロレスラーの夢を諦められなかった。その後、宮戸に声を掛けられ旗揚げ直後のUWFインターナショナルに再入門し、1992年6月の金原弘光戦でデビューを果たす。
1995年10月9日からの「Uインターvs新日本プロレス対抗戦」における過程により、安生洋二・山本健一と「ゴールデン・カップス」を結成する。8月17日、Uインター神宮球場大会にてキモとバーリトゥード戦を行い、チョークスリーパーで一本負けを喫した。9月11日、Uインター神宮球場大会にて全日本プロレスの川田利明と対戦し、ジャンピング・ハイキックで敗れる。同年12月のUインター解散後、同団体関係者が立ち上げた受け皿団体であるキングダムへ移籍する。

### 全日本プロレス
1997年3月、前年に敗れた川田利明を追い、フリーランスとして全日本プロレスに初参戦。ゲーリー・オブライトと組んで、メインイベントで川田、田上明組の世界タッグに挑戦するも敗れる。
1999年5月、後追い参戦した垣原賢人と共に、全日本プロレスの正式所属選手となる。大森隆男・浅子覚と「NO FEAR」を結成（当初は大森・高山のみ、浅子はのちに合流）。史上初となる世界タッグ王座ならびにアジアタッグ王座を同時制覇した。

### プロレスリング・ノア
2000年、三沢光晴らと共に全日本プロレスを脱退し、プロレスリング・ノア旗揚げに参加。発足会見では「倒し甲斐のあり、踏みつけ甲斐のある強い選手が揃っているので、ボクはこっちで頑張ろうと決めました」と述べている。

### 高山堂
2001年、PRIDE参戦を機に再びフリーランスとなり、個人事務所「高山堂」を設立。フリーとしての高山は、継続参戦するノアを中心に、新日本プロレスやその他団体、PRIDEなど総合格闘技にも参戦した。
2002年6月23日、PRIDE.21にてドン・フライと対戦。お互いが相手の首に手をかけて回避せず殴り合う壮絶な戦いを繰り広げ、顔が変形するほどの凄惨な試合となった。最後はマウントパンチの連打を喰らいTKO負け。同試合を機に格闘技ファンにも認知され、現在でも語り草となっている。また、このあとギャラが大幅アップしたという。もともとフライの対戦相手だったマーク・コールマンが負傷欠場し、高山へのオファーは試合の10日前という緊急参戦であった。
同時期、浅子のけがによる引退や大森との喧嘩別れもありNO FEARは解散。以後、同ユニットの合言葉だった「いくぞ、ノーフィアー」は、解散後も使用した高山の代名詞となる。NO FEARの入場テーマ曲「DESTRUCTIVE POWER」も、引き続き高山が使用した。
2002年9月7日、小川良成を破りGHCヘビー級王座を奪取。自身初となるシングル王座となった。
新日本プロレスでは、2003年にIWGPヘビー級王座（永年空位だったNWFの二冠を制覇した時期もしばらくあった）を獲得。その後、鈴木みのると「外敵タッグ」を結成。同タッグチームは、2008年の健介オフィスにおける秋山準・佐々木健介組に敗れるまで無敗であった（試合は健介が高山にピンフォール勝ち）。
2004年2月1日、北海道立総合体育センターで鈴木と組み、天山広吉・西村修組からIWGPタッグ王座を奪取する。3大メジャー団体のタッグ王座を制覇したのは、ベイダーに続き2人目。6月、ハッスル・ハウスにて高田総統から「恐れを知らないモンスター」として会場に招き入れられた。前興行であるハッスル3では「高田延彦の遺伝子を継ぐ男」として紹介されている。8月8日、G1 CLIMAX・大阪府立体育会館での健介戦後、脳梗塞（当初の発表は脳血栓）で倒れ長期戦線離脱となった。
リハビリやタレント活動を経て、2006年7月16日のノア日本武道館大会にて復帰。健介と組んで三沢・秋山組と対戦し、秋山のリストクラッチ式エクスプロイダーに敗れた。10月8日の新日本両国国技館大会では鈴木とタッグを組み、永田裕志・山本尚史組と対戦。
2006年12月26日、ハッスル・ハウスにて鈴木とのタッグで電撃参戦。12月27日ZERO1-MAXに登場し、かつての盟友・大森を襲撃した。
2007年5月18日、鈴木みのると共にCMLLに参戦。12月2日、ノア日本武道館大会にて小橋建太と初タッグを結成し、三沢・秋山組と対戦。この日は腎臓癌摘出手術によって長期欠場していた小橋の復帰戦で、2006年の自身の復帰戦で予定されたカードだった。
2008年10月、プロレス・エキスポ初日に参戦。ドン・フライと初タッグを結成した。翌日はノア日本武道館大会に参戦。
2009年3月14日、全日本両国国技館大会でグレート・ムタから三冠ヘビー級王座を奪取し、日本国内3大メジャー団体（新日本・全日本・ノア）のヘビー級シングルおよびタッグタイトルを制覇した（メジャー完全制覇）。
2010年1月4日、6年前に対戦した中邑真輔のIWGPヘビー級王座に挑戦したがボマイェで敗れた。バックステージでは清々しい表情で「本当にすげえチャンピオンになったんだな」と中邑を讃えた。7月10日、GHCヘビー級王者である杉浦貴のGHCベルトに挑戦、頭部から出血する奮戦も実らずオリンピック予選スラムで轟沈する。9月18日、佐野巧真とのタッグで、バイソン・スミス・齋藤彰俊組のGHCタッグ王座に挑戦し、ベルト奪取に成功する。12月23日、かつて小物扱いしていた岡田かずちかの襲撃を受け、翌年1月4日の東京ドームにおける対戦表明を受けた。
2011年1月4日、杉浦とタッグを組んで岡田・後藤洋央紀組と対戦。エベレストジャーマンで岡田からフォールを奪った。6月18日、新日本のBAD INTENTIONSを相手に、IWGPタッグ・GHCタッグを賭けたダブルタイトル戦に敗れ、GHC王座から陥落。6月26日、試合中にパートナーの佐野を裏切り、NO MERCY加入を表明。7月10日の有明コロシアム大会より、黒を基調としたロングタイツと黒いグローブの新たなリングコスチュームへ変更した。8月、脳梗塞により途中リタイアした7年前以来となる、新日本のG1 CLIMAXに出場したが決勝進出は果たせなかった。ちなみに、ブロック予選にて虫取り少年の姿で現れたヒデオ・サイトーが、試合開始前の高山の頭に虫取り網をすっぽり被せるという珍事が起きている（直後怒りを露にし虫取り網をへし折った）。この件について高山は、バックステージインタビューで「変質者に襲われた感じ、通り魔だよ、恐ろしいね」と述べた。10月10日、「鈴木軍」のリーダー・鈴木とG1で邂逅を果たしたかつてのパートナー・真壁刀義によるシングルマッチを観客席で見守る。試合終了後、鈴木に敗れた真壁を高山がエベレストジャーマンで襲撃、バックステージで鈴木と握手を交わし鈴木軍のサポートメンバーとなる。同月31日、NOAHのリングで2度目のGHCタッグ防衛に成功したBAD INTENTIONSにNO MERCYのKENTAと共に挑戦表明をする。11月上旬、焼き鳥料飯店「胃袋掴味-ストマックホールド-」を都内に開店。
2012年1月4日の新日本東京ドーム大会にて、新日本のリングで因縁が深まっていた真壁刀義とシングルで激突。真壁のスパイダージャーマンにより危険な角度から落とされ、キングコングニードロップでフォール負けを喫した。2月12日、「鈴木軍」のメンバーとして新日本正規軍（真壁、永田裕志、井上亘、KUSHIDA、タイガーマスク）を相手に5人タッグイリミネーションマッチを行い、快勝する。6月3日、ノア名古屋国際会議場大会にて右肩鎖関節脱臼し、6月30日に予定されていたノア後楽園ホール大会での「髙山善廣デビュー20周年記念試合」が中止となった。
2013年7月、「胃袋掴味-ストマックホールド-」を閉店し、同店舗のランチメニューだったラーメンをメインとした飲食店「鶏湯ラーメン ばふ。」を武蔵小金井に開店（2016年3月「店舗改装のため」として閉店し、その後は営業再開に至っていない）。
2015年3月28日、ノアで猛威を振るい暴走する鈴木軍の前に立ちはだかり、盟友であった鈴木に張り手を見舞い決別、ノアとの共闘を宣言した。7月18日、ノア旗揚げ15周年記念後楽園ホール大会にて、鈴木の持つGHCヘビー級王座に挑戦。鈴木のパイプ椅子攻撃で大流血し、鈴木軍の乱入もあって敗戦した。その後、試合内容を不服とした観客からリングにゴミが投げ入れられるなど異様な雰囲気となった。
2016年8月、DDTプロレスリングへの定期参戦が発表される。
2017年5月4日、試合中に頸髄完全損傷という大けがを負う。以降は長期欠場中だが、復活を願ってリハビリに励んでいる（詳細後述）。
2024年9月3日、後楽園ホールで開催された「TAKAYAMANIA EMPIRE 3」にてサプライズ登場。車いすのままリングインし、特別試合として鈴木みのるとの時間無制限1本勝負が組まれた（レフリーは和田京平）。

## 人物
試合に対する分析力と、ユーモアに富んだそのトーク力から、『プロレスリング・ノア中継』ではレギュラー解説者を務め、『ワールドプロレスリング』などでもゲストで解説を担っている。UFCを中継する日テレG+の番組でも解説経験を持つ。
上述した1997年3月、前年に敗れた川田利明を追い、フリーランスとして全日本プロレスに初参戦。当初は線の細い体格で、キック以外に長所のない選手と評されていたが、ジャイアント馬場は「こいつは磨けば光る」と注視していた。当時の全日本において初参戦でいきなりタイトルマッチが組まれるのは極めて異例だった。トップロープをまたいで入場するのが高山の特徴。デビュー当時はロープをくぐってリングインしていたが、新日本プロレス初参戦時にUWFのロープより低かったことから、またげるのではと試みたところ成功したことで以降の定番になったと自著に記している。その後、浅子覚、大森隆男とのユニット・NO FEARでの活躍あたりから体重が増加し、技術の向上も相まってプロレス界で頭角を現すようになる。
親友となる鈴木みのるとの初対面は91年頃、高山がUインターの練習生、鈴木が藤原組の頃、高山が夕飯の買い出しで訪れた店にたまたま鈴木がいたことで挨拶を交わした。鈴木が高山を意識したのはPRIDE6のドン・フライ戦を見てから。それからプロレス会場で意気投合するようになった。髙山が最初のUWF入門の際に辞めていなければ鈴木とは同期になっていた。
1996年から「スー族の血を引くクォーター」と称したが、これは安生洋二のアイデアによるギミックである。異名のアパッチ・タワーはこれに由来する。PRIDEへ参戦したころにネタであることが明かされた。
仮面のメイドガイとのタイアップで、メイドのコスプレをしている。キャッチコピーは「こんなメイドに萌えてみろ」。
プロレス界の二大巨頭、馬場・猪木が認めるレスラーである。馬場は当時、他団体の選手である高山に「昔だったら海外に（当時の全日は選手を海外派遣していなかった）参戦させてやりたかった」と様々なアドバイスをしたり、食事に連れていくなど寵愛したという。新日本の会長だったころの猪木は、「プロレス界で一番もっともらしいプロレスラー」と評し、気に入った者しか連れて行かない「イノキアイランド」へ招待している。
週刊ゴングの金澤克彦は、団体の枠を越えた活躍ぶりを「プロレス界の帝王」と称し、以降それがキャッチフレーズとなる。
高過ぎるプロ意識から試合内容に満足できない日はファンに冷たく接してしまうが、普段は公式ホームページ等でファンとの交流を図っている。
怖いものは歯医者、注射。歯医者に行くとずっとうめいているという。

## 趣味
趣味は、玩具、フィギュアなどの収集。「大学を卒業して田宮模型に入社していたら今の自分はなかっただろう」と語るほどにプラモデルを愛好する。公式サイトでコレクションを公開している。かつてYahoo!オークションにて、タミヤRCカー第一号を「妻に言えないような値段で」競り落としたという。『タモリ倶楽部』におけるプラモデル関連企画では、同じく造詣の深い松井康真と共にゲスト出演している。
脳梗塞を患ってから、体調管理もかねて味噌を手作りしている。
特撮に傾倒し、特にウルトラセブンとゴジラシリーズのファンである。

## 交友関係
幕内力士の北勝力を「英樹」と呼び、弟分のように可愛がっている。同年代であるノア所属の杉浦貴と親交が深く、杉浦を「スギ」「スギ様」「おすぎ」などと呼ぶ。それぞれライバルに「試合以外での杉浦貴」「夜の高山善廣」を挙げている。
強面で基本的にヒールの立ち位置だが、たとえ年下でも、大森、垣原賢人、鈴木みのるなど先輩選手には「さん」付けで呼ぶ常識人である。ただし、大森との喧嘩別れ以後は「あんな奴」や「隆男ちゃん」とした時期もある。三沢光晴は「社長（もしくはエロ社長）」、田上明は「田上のおっさん」、武藤敬司は「タコ社長」と呼ぶ。同年齢でキャリアが上の小橋建太は「小橋建太」、高山が敬語で話す年下である大森と同期の秋山準は「準」、永田裕志は「裕志」など敬称がないものの「選手」を付けることが多い。鈴木みのるを「みのるちゃん」と呼び、鈴木はノア中継や自身のブログなどで「金髪の大男」と呼ぶことが多い。同年齢の佐々木健介が40歳になった記念として「健ちゃん」と呼びはじめ、その後健介は、高山をとっさに「高ちゃん」と呼んでいる。
2004年9月26日放送の「ウチくる!?」へのゲスト出演時、馬場・猪木（猪木はVTR出演）とのエピソードや湘南での思い出を披露した。またライフセイバー時代の友人、宮戸、後輩の桜庭和志らが友情出演している。2006年12月放送の同番組へ安藤和津がゲスト出演した際には友人として登場している。

### 家族・親族
2007年1月31日、第1子（男児）が誕生。奇しくも師であるジャイアント馬場の命日でもある。名前は同じ「よしひろ」（善弘）。善を付けることは決まっており、姓名判断で「弘」が良いということから、「同じよしひろでいいんじゃない？」という妻の言葉で決定したという。
ヴィッセル神戸所属のゴールキーパー・高山汐生は甥にあたる。汐生が筑波大学在学中、2学年後輩に諏訪魔の息子である諏訪間幸成がいた。

## 喘息
物心ついたころすでに喘息を患っており、幼稚園入園前には小児喘息と診断された。当時の眠れない夜は母親が背中をさすっていたという。運動をすれば改善に向かうだろうという両親の勧めもあり、9歳のころ剣道を始め、高校からはラグビーで汗を流した。
小児期からの喘息は一時症状が収まり、プロレスラーとなって3～4年は発作もなく順調だった。しかし団体移籍などに伴うスタイルの変化などのストレスが一因となり喘息が再発。その後は吸入薬により症状をコントロールしている。その体格から喘息の事実を懐疑的に捉えらえ驚かれることも多いが、肺活量もあまり芳しくない。喘息を患うファンから、「喘息を持つ高山選手が頑張っているのを見て、自分も頑張ろうと思った」という旨の手紙が寄せられたことがある。
高山は「喘息があったからこそ、体を鍛えなければいけない。喘息だったからプロレスのチャンピオンになれた」と述懐している。
体重の増加は、持病である重い気管支喘息の薬の副作用、もしくは下腹部にある古傷の保護のためとも言われる。2006年1月14日、日本製薬工業協会の提供番組『希望へのメッセージ・くすり物語』（日本テレビ）へ、脳梗塞で欠場中だった高山が出演。吉田栄作の番組進行のもと公園でインタビューに応じた。持病の喘息について語るも、脳梗塞には言及していない。

## 脳梗塞との闘い
2004年8月8日、大阪府立体育会館での新日本「G1 CLIMAXリーグ戦」における健介戦後のバックステージにて、右手の自由が突如利かなくなり、リング上で受け取った勝利者賞の目録を落下させてしまう。その後、控え室に戻ろうとするも今度はドアノブを扱えず、立ちくらみで倒れてしまった。周囲のレスラーや関係者が異変に気付き、富永病院へ救急搬送された。同病院は大阪府立体育会館の手近にあり、脳神経治療では国内トップレベルで知られていた。病院へ運ばれた高山は直ちにカテーテル手術を受けている。
発症から手術までが3時間以内であれば、最小の後遺症で済む可能性が高いと言われる脳梗塞、病院まで救急車で10分以内の距離で発症し、全ての手術を2時間で終えられたため、「高山さんはかなり強運の持ち主だった」と主治医は語っている（外部リンク参照）。
手術後の高山は、話すことが可能で、手足が動くようになったことから「これはすぐに復帰できる」と考えていた。しかししばらく経つと、思いどおりに言葉が出なかったり、できていた動きが不自由になったことで危惧するようになった。高山は「思考回路すら麻痺していた」と語っている。以後、愛飲していたコーヒーを断ち、一日6リットルの水を飲むように心がけた。また肉の摂取をやめ魚と野菜中心の食生活に変更。そのほか日常生活を改善して飲酒を止め、リハビリテーションを開始した。
医師からは「自分で体力が戻ったと思ったら、いつでも復帰していいが、その前に診断を受けるように」と言われていた。2005年末には、壊死によりかつての動きができないものに対して、他の器官で以前と同様の動きを可能とするトレーニングや、徐々に頭部へ負荷をかけるトレーニングを始めていると明かした。欠場中は上述のゲスト解説にくわえ、ラジオ番組やテレビドラマへのゲスト出演などタレント活動に専念した。
復帰までの間、宮戸優光のジム「U.W.F.スネークピットジャパン」にてトレーニングを積んだほか、解説者としてノアの会場を訪れた際も、試合前に受け身などの練習をしていた。2006年3月5日、ノア武道館大会へ解説者として来場時、試合前の選手練習中に病気離脱後初となる後ろ受け身の練習を行った。
およそ2年間の休養後、2006年7月16日のノア武道館大会にて復帰が決定（プロスポーツ選手で脳梗塞から復帰した前例はないとされている）。健介とのタッグで秋山・三沢組との対戦という最高のカードが用意された（当初高山のパートナーは小橋だったが、腎腫瘍摘出手術による欠場のため変更となった）。試合は半分以上高山が捕まる展開となる。その時点で力を出し尽くした高山は、欠場中の小橋へのエールをこめてマシンガンチョップを放つなど奮闘したが、三沢のエメラルド・フロウジョンと秋山のリストクラッチ式エクスプロイダーを立て続けに食らい敗北。この日は高山の復帰を待ちわびたファンが詰めかけ、日本武道館は超満員となった。
試合では、三沢のエルボーや秋山のジャンピング・ニー・バットを再三食らい続けたが、控え室で10分ほど休憩し元気な様子でプレスルームに現れ、健介と肩を組み記者会見に応じた。
高山は同復帰戦直前、当初のタッグパートナーだった小橋の復帰戦についてのコメントをノア中継内にて求められた。それに対しファンと小橋に向け「みんながジメジメしたら小橋建太が戦えなくなるから、明るく希望を持って、彼の帰りを待とう。小橋建太のために戦うとか、そういう大それたことは言えないけど、俺は全力で戦って、武道館後もリングに生き残るから、小橋建太、必ず戻って来い」というメッセージを送った。別のインタビューでは「俺は脳梗塞を克服して戻ってきた。ここでお前が癌に負けるようなことがあれば、プロレスラーとしてお前は俺に負けたことになるぞ。それが嫌だったら、何年かかっても絶対に戻って来い」と高山節による励ましのコメントを送った。
2007年12月2日、小橋の復帰戦前には、タッグパートナーを務めることに関して「彼の（病気の）ことは俺が一番分かるつもりだから」と発言している。

## 頸髄完全損傷と支援団体「TAKAYAMANIA」を設立
2017年5月4日、DDT豊中大会にて、ヤス・ウラノに前方回転エビ固めをかける際に頭部を強打。試合はウラノのTKO勝ちとなり、高山は大阪市内の病院に搬送された。翌日の検査の結果、頸髄損傷および変形性頚椎症という診断が下り、病院で手術を受けることとなった。DDTの興行への欠場が発表され、男色ディーノと保持していたKO-Dタッグ王座も返上となった。同年8月の『週刊文春』にて、高山は首から下が動かない状態で、摂食・排泄・移動などが困難のため大阪市内の病院で入院を継続すると報じた。
同年9月4日、DDTと個人事務所「高山堂」が合同で記者会見を開き、DDTの高木三四郎社長、有志代表の鈴木みのる、高山のマネージャーが出席した。高山本人のコメントやマネージャーの説明によると、5月の手術後は自力呼吸ができず、心臓停止のトラブルも発生していた。その後、自力呼吸が可能となり、集中治療室（ICU） から準集中治療室（HCU） へ移り、8月中旬に関東の病院に転院したという。しかし、肩から下の感覚が全く戻っておらず、医師による「回復の見込みは現状0%に近い」という見解が明かされた。この事態を受けてDDTが中心となり支援団体「TAKAYAMANIA」を設立。会見では、鈴木みのるが涙ながらにUWF時代の先輩・前田日明や高田延彦に支援を呼びかけた。当日参戦する後楽園ホール大会での鈴木みのるのグッズ売店より自作の募金箱を設置、翌日以降から新日本プロレス、全日本プロレス、プロレスリング・ノア、DRAGON GATEなど数多くの団体が自作の募金箱を試合会場に設置し支援を呼びかけた。
「TAKAYAMANIA」の旗振り役に名乗りを上げた鈴木は「偽善者」「カネ集め」との誹謗中傷にさらされたが「でも、俺はそんなの関係なく、友達のために活動を続けているだけだから」と意に介さず、「自分のひとつのライフワークになるのかなと思ってるんで。数年で解決することじゃないのは分かってるから、これからもあいつが戻ってくるまで、10年後も20年後もやるつもりだよ」と決意を語っている。
2018年8月31日、「TAKAYAMANIA EMPIRE」を後楽園ホールにて開催した。
2023年には、2017年5月に重傷を負った際の気管を切開した穴をふさぐ手術を受け一度は退院したが、その後に誤嚥性肺炎となり救急搬送され入院。5月1日、退院。

## 戦績
| 総合格闘技 戦績 | 総合格闘技 戦績 | 総合格闘技 戦績 | 総合格闘技 戦績 | 総合格闘技 戦績 | 総合格闘技 戦績 | 総合格闘技 戦績 |
| --------------- | --------------- | --------------- | --------------- | --------------- | --------------- | --------------- |
| 4 試合          | (T)KO           | 一本            | 判定            | その他          | 引き分け        | 無効試合        |
| 0 勝            | 0               | 0               | 0               | 0               | 0               | 0               |
| 4 敗            | 2               | 2               | 0               | 0               | 0               | 0               |

| 勝敗 | 対戦相手         | 試合結果                             | 大会名               | 開催年月日     |
| ×    | ボブ・サップ     | 1R 2:16 腕ひしぎ十字固め             | INOKI BOM-BA-YE 2002 | 2002年12月31日 |
| ×    | ドン・フライ     | 1R 6:10 TKO（マウントパンチ）        | PRIDE.21             | 2002年6月23日  |
| ×    | セーム・シュルト | 1R 3:09 TKO（左ストレート→パウンド） | PRIDE.18             | 2001年12月23日 |
| ×    | 藤田和之         | 2R 2:18 肩固め                       | PRIDE.14             | 2001年5月27日  |

## 得意技
UWFの流れをくむUWFインターナショナルからプロレスラー人生を出発させた高山であるが、細かいグラウンドテクニックはほぼ使用しない。もともとテクニックよりハードキックで試合を組み立てるタイプだったが、全日本プロレス参戦当初は腕ひしぎ逆十字固め等の関節技も使用した。その後は、恵まれた体躯を生かした豪快な打撃で小細工なしのハードヒットなプロレスを展開した。

### フィニッシュ・ホールド
エベレスト・ジャーマン・スープレックス・ホールド
196cmの長身を活かして繰り出すジャーマン・スープレックスは、その角度の高さから世界一の巨山であるエベレストに例えてこう称される。
ダルマ式エベレスト・ジャーマン・スープレックス・ホールド
通常のジャーマン・スープレックスとは異なり、相手の両腕を一緒に抱え込んで投げる。類似技にクロスアーム式があるが、これは相手の両手を交差してクラッチする。一方ダルマ式は相手の腕を体側に揃えた状態で、自分の両腕で相手の腕ごと胴を抱え込む。腕がロックされているので受身が取れず、首のみでマットに叩きつけられる危険な技。2000年、小橋の持つ三冠ヘビー級への挑戦のために身に付けた。高山曰く「人を人とも思わない技」。

### 投げ技
ブレーンバスター
雪崩式ブレーンバスター
エベレスト・フルネルソン・スープレックス
大一番での試合終盤や、エベレスト・ジャーマン・スープレックス・ホールドが返されたときに使用する。高山が投げっ放し式のみを使用する理由は、かつてのパートナーのゲーリー・オブライトを意識しているからである。
エベレスト・バックドロップ
2009年8月30日両国国技館大会の諏訪魔戦で使用した非常に危険な技。190cmを超える長身のため、相手は2m以上の高さから真っ逆さまにマットに叩きつけられる。諏訪魔戦以降も大一番の試合で使用される。高山の通常時におけるバックドロップの持ち上げ方は抱え式なのに対し、この高角度式はいわゆるヘソで投げるタイプ。
エベレスト・ダブルアーム・スープレックス

### 関節技、絞め技
腕ひしぎ逆十字固め
膝十字固め
スリーパーホールド
ヘッドロック
チキンウィング・アームロック
裏片羽絞め
全日本移籍後、最も使用頻度が高かったサブミッション。通常は、仰向けの相手に掛ける片羽絞めを、高山は相手がうつ伏せ状態で繰り出す。若手や中堅選手相手では、極め技にすることも多かった。この技でゲーリー・オブライトに勝利している。最近はあまり使用していない。
ボストンクラブ
ハーフボストンクラブ

### 打撃技
エルボー
エルボー・スタンプ
バック・エルボー
掌底
張り手
ナックルパンチ
クローズライン
ハンマーパンチ
ショルダー・タックル
ビッグ・ブーツ
ブルーザー・ブロディのキングコング・キックのように助走をつけて放つことが多い。ギロチン・ドロップ同様、前述の高山のニックネーム（和製ブルーザー・ブロディ）の由来のひとつである。
サッカーボールキック
リング中央、花道上等の助走が大きく取れる場所に相手を尻餅状態にしておいて、走りこんで背中に思いきり蹴りを入れる。選手権試合等では背中ではなく正面から蹴り上げることもあり、初代GHCヘビー級王者決定トーナメント決勝にて三沢光晴にこれを放ち、顎の下に数針縫う裂傷を負わせた。
ドロップキック
全日本移籍後の試合にて、頻繁に繰り出していた。長身であるがゆえに打点・威力ともに見ごたえのある技のキレを誇った。
各種蹴り技
ローキック、ミドルキック、ハイキック
ニー・リフト
膝を使って胴体を蹴り上げる技。
ランニング・ニーリフト
ダッシュしてから繰り出すランニング・ニーリフトは強力で、ヘビー級の相手でもその威力で体が浮き上がる。そのほか相手の胴を掴んだ状態で、腹部に思いきりニーリフトを叩き込むなど、応用範囲は広い。総合格闘技では主要打撃技として使用している。
ハイマウント・ニー
ニー・スタンプ
ジャンピング・ニーバット
エルボードロップ
ニードロップ
ギロチン・ドロップ
ジャンプしてマットに倒れている相手ののど下に大腿部裏を叩き落す。全日本移籍初期に純プロレスにシフトチェンジを図るため多用し、そのフォームがブルーザー・ブロディを彷彿とさせたため、当時（和製ブルーザー・ブロディ）の異名が付けられた。NO FEARとして初めての大金星となった川田利明&田上明組に対し決め技として使用した。その後、荒々しいファイトを全面に押し出すスタイルとなってからは徐々に使用頻度が減少した。

### 合体技
ビッグ・ハイヤー・デモリッション
ツープラトン式のパワーボム。高山と大森が横並びになり、相手の片足をそれぞれが担ぎ上げて、前方にランニングしつつ叩き付ける。
クロス・ボンバー
高山がラリアットを、大森がアックスボンバーを相手の前後からサンドイッチ式に浴びせる技。原型はキン肉マンのヘル・ミッショネルズ（ネプチューンマン&ビッグ・ザ・武道組）が使用した同名の必殺技。
NO FEARドロップ
ダブル・ショルダー・タックルで相手をダウンさせた後、相手を挟んで高山と大森が立ち、互いの腕を組んでエルボー・ドロップを浴びせる。

### その他
罵詈雑言
プロレス技でないが自著でのプロフィールに「本当の得意技 罵詈雑言」と記されている。試合前後のマイクパフォーマンスではキレのあるコメントをする。

## タイトル歴
高山はプロレス界史上初となる、シングル王座とタッグ王座の両方でメジャー完全制覇を達成したレスラーである。
新日本プロレス
- 第32代IWGPヘビー級王座（防衛3回）
- 初代NWFヘビー級王座（復活版）（防衛7回）
- 第46代IWGPタッグ王座（防衛4回 パートナーは鈴木みのる）

全日本プロレス
- 第39代三冠ヘビー級王座（防衛2回）
- 第38代世界タッグ王座（防衛0回 パートナーは大森隆男）
- 第66代アジアタッグ王座（防衛0回 パートナーは大森隆男）

史上初の世界タッグとアジアタッグ同時保持となった。
プロレスリング・ノア
- 第4代GHCヘビー級王座（防衛0回）
- 第3代・第21代GHCタッグ王座 - （防衛0回 パートナーは大森隆男）（防衛4回 パートナーは佐野巧真）
- グローバル・リーグ戦 - 2010年（第1回）優勝
- グローバル・タッグ・リーグ戦 - 2010年、2013年（第3回、第6回）優勝 パートナーは、佐野巧真→KENTA

プロレスリングZERO1-MAX
- 第18代NWAインターコンチネンタルタッグ王座（防衛2回 パートナーは佐藤耕平）

WAR
- 第9代WAR世界6人タッグ王座（防衛0回 パートナーは安生洋二・山本健一）

天龍プロジェクト
- 第16代天龍プロジェクト認定WAR世界6人タッグ王座（防衛1回 パートナーは関本大介・後藤達俊）
- MIZUCHI-R - 2014年（第2回）優勝 パートナーは、河上隆一

超花火プロレス
- 初代爆破王（防衛0回）

DDTプロレスリング
- 第60代KO-Dタッグ王座 （防衛0回 パートナーは男色ディーノ）

プロレス大賞
- 2002年度プロレス大賞 殊勲賞
- 2002年度プロレス大賞 年間最高試合賞（5月2日・東京ドーム、IWGPヘビー級選手権試合、永田裕志 vs 高山善廣）
- 2003年度プロレス大賞 最優秀選手賞
- 2004年度プロレス大賞 最優秀タッグチーム賞（鈴木みのるとのタッグ）
- 2006年度プロレス大賞 カムバック賞
- 2007年度プロレス大賞 年間最高試合賞（三沢光晴・秋山準 vs 小橋建太・高山善廣）

## メディア出演
2006年のNHK大河ドラマ『功名が辻』に蜂須賀小六役で出演したが、本人は自身のブログにて「あまりの大根役者ぶりに自分でもびっくりしている」とコメントしている。『スタジオパークからこんにちは』へ番宣で出演した際、NHKではまれなプロレス映像（永田からIWGPを獲った試合）がオンエアされた。フジテレビ系ドラマ『OUR HOUSE』へは金髪を黒髪に戻して出演した。『聖闘士星矢』で声優を務めた際は、自身が乙女座ということもあり「乙女座のシャカ」のTシャツを着用しスタジオに現れたという。

### テレビ
ドラマ
- 真夏のメリークリスマス第1話（2000年、TBS）
- 利家とまつ〜加賀百万石物語〜（2002年、NHK大河ドラマ）
- あなたの人生お運びします!第5話（2003年、TBS） - ボディガード 役 ※杉浦貴と共に出演
- 特命係長 只野仁（2004年、テレビ朝日）
- 功名が辻（2006年、NHK大河ドラマ） - 蜂須賀小六 役
- 殺しの女王蜂第9話（2013年、テレビ東京） - シャーク 役
- 事件屋稼業2（2014年、フジテレビ） - 用心棒 役
- 食の軍師第2話（2015年、TOKYO MX） - もつ焼き屋の客 役
- OUR HOUSE（2016年4月 - 6月、フジテレビ） - 赤尾拓真 役[26]

バラエティ
- Shibuya Deep A（2008年9月5日、NHK BS2）
- クイズ!ヘキサゴン（フジテレビ）
- クイズ!ヘキサゴンII（フジテレビ）
- ニッポン・ダンディ（2012年10月1日 - 2014年3月17日、TOKYO MX） - ダンディ（コメンテーター）[注 9]
- 着信御礼! ケータイ大喜利（2009年11月7日・2010年11月6日・2011年11月19日・2012年4月7日・12月2日）プロレスラーとして回答読み上げを担当、NHK総合テレビ）
- AKB48コント「何もそこまで…」（2013年9月6日・2014年1月10日、ひかりTV）
- NOGIBINGO!2（2014年2月8日・15日、日本テレビ）#5 #6 「1期生vs2期生リベンジバトル！」
- NOGIBINGO!5（2015年8月4日、日本テレビ）#4「ガチンコ 1期生vs2期生リベンジバトル」
- タモリ倶楽部（テレビ朝日） - 不定期出演

### OVA
- 聖闘士星矢 冥王ハーデス十二宮編（シリウス）

### 映画
- マッスルヒート（2002年）
- 殴者（2005年）
- 魁!!クロマティ高校THE★MOVIE（2005年） - 竹之内豊 役
- クラッシャーカズヨシ（2005年） - 高山さん 役
- TOKYO TRIBE（2014年） - 用心棒 役
- 猫侍 南の島へ行く（2015年）青海玄信 役
- 沈黙 -サイレンス-（2016） - 大男 役

### Vシネマ
- 柳生外伝 くの一忍法帖（1998年）
- 血染めの大紋 喧嘩組（ケイエスエス） - サンダー岩城 役
- 香港黒社会 喧嘩組（1998年、ケイエスエス） - サンダー岩城 役
- 首領の道14・15（2015年） - 地獄の三兄弟

### CM
- JT 缶コーヒー Roots（撮影は横浜DeNAベイスターズの本拠地である横浜スタジアムを使用している）

### その他
- フラワーカンパニーズ「感情7号線」PV出演

## 入場テーマ曲
『DESTRUCTIVE POWER』
（現在はニューアレンジバージョンを使用）
もともとはNO FEARのテーマ曲として使用していた。コンビ解消前には『Sympathy for the Devil』（ガンズ・アンド・ローゼズヴァージョン）を使用したこともあった。